# James Buchli
James Frederick Buchli dit "Jim" Buchli est un astronaute américain né le 20 juin 1945.

## Vols réalisés
- 24 janvier 1985 : Discovery (STS-51-C)
- 30 octobre 1985 : Challenger (STS-61-A)
- 13 mars 1989 : Discovery (STS-29)
- 12 septembre 1991 : Discovery (STS-48)